# Cama brune
Chamaea fasciata
Pour les articles homonymes, voir Cama.
Tribu
Genre
Espèce
Statut de conservation UICN

 LC  : Préoccupation mineure
La Cama brune (Chamaea fasciata), également appelée chamaea du chaparral ou timalie à poitrine rayée, est une espèce de passereaux de la famille des Paradoxornithidae.

## Répartition
Cet oiseau peuple la façade ouest d'Amérique du Nord : du Columbia au nord-ouest de la péninsule de Basse-Californie.

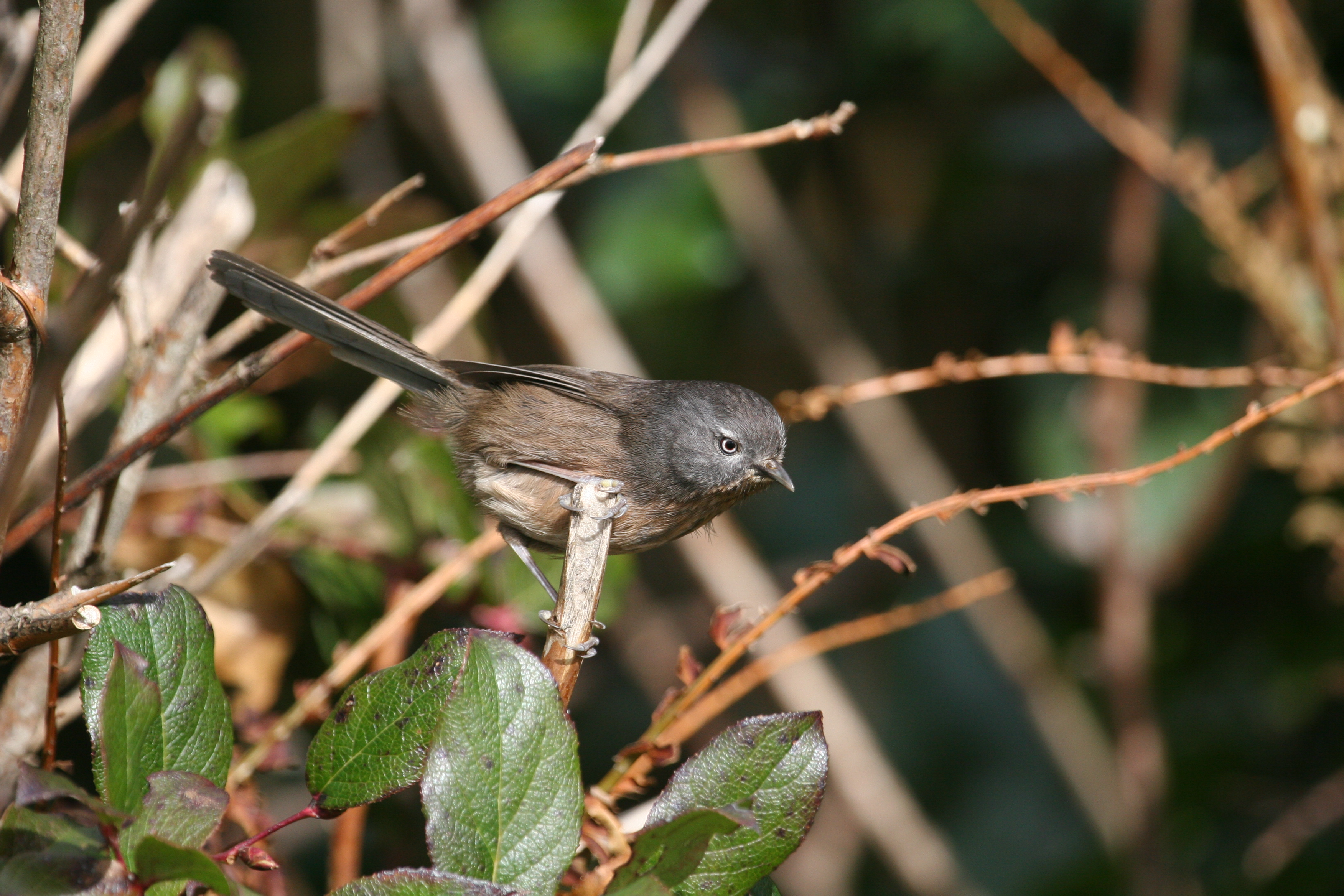
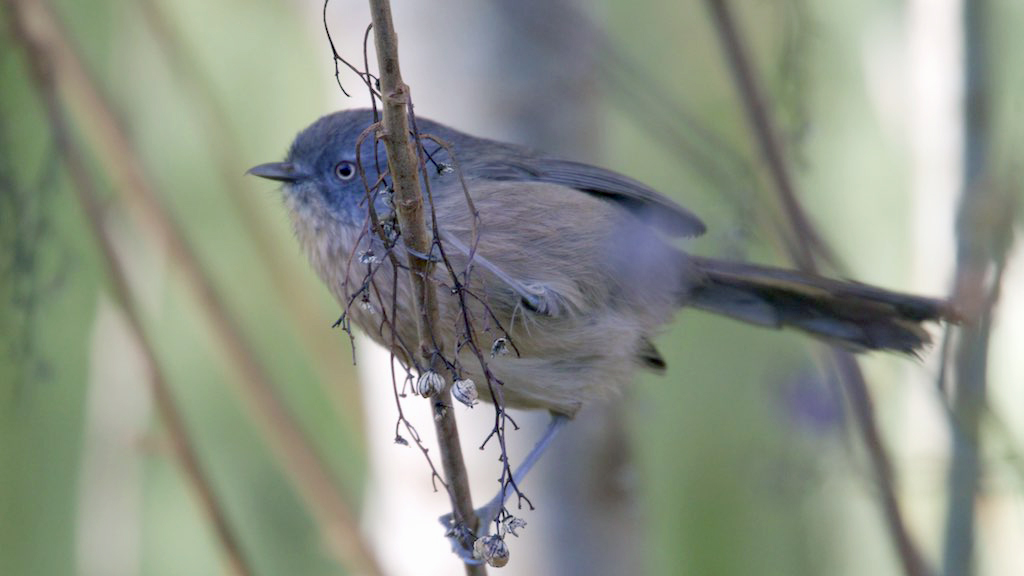
Chamaea fasciata rufula

## Sous-espèces
D'après Alan P. Peterson, cette espèce est constituée des sous-espèces suivantes :
- Chamaea fasciata phaea  Osgood 1899
- Chamaea fasciata margra  Browning 1992
- Chamaea fasciata rufula  Ridgway 1903
- Chamaea fasciata fasciata  (Gambel) 1845
- Chamaea fasciata henshawi  Ridgway 1882